# 잭 브라밤

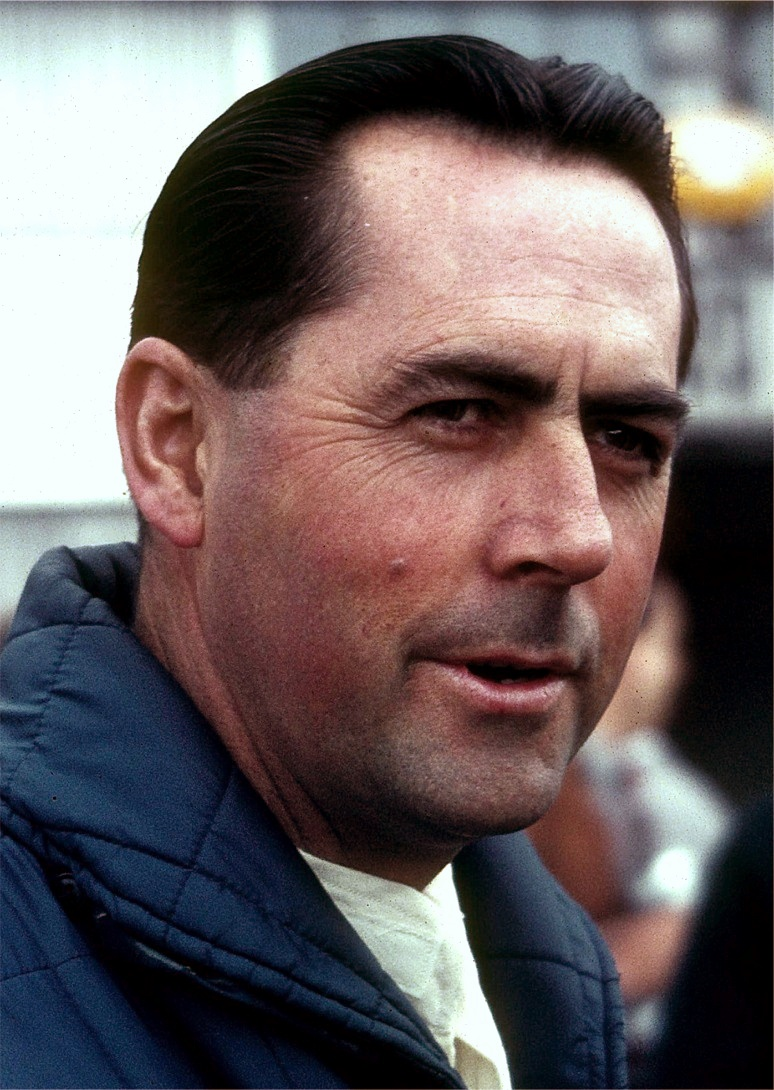

잭 브라밤(Jack Brabham, 본명: John Arthur Brabham AO OBE 경(1926년 4월 2일 – 2014년 5월 19일)은 1959년, 1960년, 1966년에 포뮬러 원 세계 챔피언이었던 오스트레일리아의 레이싱 드라이버였다.
브라밤은 호주 왕립 공군 비행 정비사였으며 1948년 난쟁이 자동차 경주를 시작하기 전에 작은 엔지니어링 작업장을 운영했다. 호주 및 뉴질랜드 로드 레이싱 이벤트에서 난쟁이와 함께한 그의 성공은 그의 경주 경력을 더욱 발전시키기 위해 영국으로 가게 되었다. 그곳에서 그는 쿠퍼 캣 컴퍼니(Cooper Car Company)의 경주 팀의 일원이 되어 경주용 자동차뿐만 아니라 건축도 했다. 그는 쿠퍼가 포뮬러 원과 인디애나폴리스 500에 도입한 미드엔진 자동차의 디자인에 기여했으며 1959년과 1960년에 포뮬러 원 세계 챔피언십에서 우승했다. 1962년에 그는 동료 호주인 론 타우라낙(Ron Tauranac)과 함께 자신의 브라밤 브랜드를 설립했다. 1960년대는 세계에서 가장 큰 고객 경주용 자동차 제조업체가 되었다. 1966년 포뮬러 원 시즌에 브라밤은 자신의 차를 몰고 포뮬러 원 세계 챔피언십에서 우승한 최초이자 여전히 유일한 사람이 되었다. 그는 1950년대에 살아남은 마지막 세계 챔피언이었다.
브라밤은 1970년 포뮬러 원 시즌이 끝난 후 호주로 은퇴하여 농장을 구입하고 엔진 디밸롭먼츠(Engine Developments) 레이싱 엔진 제조업체와 여러 차고를 포함하는 사업 이익을 유지했다.

## 같이 보기
- 포뮬러 원
- 후안 마누엘 판히오